# Horsarrieu
Horsarrieu es una localidad y comuna de Francia, situada en el departamento de Landas en la región de Aquitania.

## Geografía
Horsarrieu está situado en Chalosse al borde de la carretera departamental 933, a medio camino de Mont-de-Marsan y Orthez, a 3 kilómetros de la capital Hagetmau.
Las poblaciones limítrofes son: 
Hagetmau, Doazit, Audignon, Dumes y Sainte-Colombe.

## Etimología
Se han propuesto varias etimologías para el nombre de Horsarrieu (en gascón Horsarriu, pronunciado: husarriú).
- "hors arriou" (o fors-arrious) significa "por debajo o fuera de los arroyos", corresponde bien a la situación del pueblo, construido en un promontorio rodeado de varios arroyuelos

- "fortarrious" significa "lugar rico en arroyos" y en realidad las fuentes y pequeños arroyos son muy numerosos en Horsarrieu, pues se pueden contar una buena veintena.

- "horcs arriu" significa "confluencia de dos cursos de agua".[3]

## Presentación
La población, tradicionalmente agrícola, conoció el éxodo rural y la salida de sus jóvenes con estudios hacia empleos cualificados en la ciudad. El pueblo se transformó gracias a la implantación de empresas artesanales, de grandes superficies y a un programa de embellecimiento, que incluía el equipamiento una plaza de toros cubierta y un pabellón de deportes.

## Historia
La historia de Horsarrieu se pierde en la noche de los tiempos y no se conoce exactamente su comienzo. La comuna ha conocido a lo largo de los siglos las distintas invasiones, guerras y tormentas de la historia. En la Edad Media, en las Landas de Gascuña y en Chalosse, la necesidad para los habitantes del campo de defenderse en un país convertido en escenario de guerras continuas motivó la edificación de construcciones militares junto a los ríos y en la cima de las colinas. Las bastidas de formes lineares, cuadradas o rectangulares, que fueron edificadas en estas tierras por los oficiales de los Reyes de Inglaterra presentan las mismas características las construidas por la autoridad francesa. Fueron levantadas a partir de nada según un plan preconcebido generalmente uniforme y en el periodo de un centenar de años (1250-1350).
Horsarrieu se construyó como muchas otras bastidas sobre un promontorio (tuc en gascón), en línea recta, con una sola calle, con un recinto amurallado provisto como toda fortificación de una empalizada para proteger las huertas que se encontraban tras las casas dispuestas a lo largo de la calle. En un extremo de la calle principal del pueblo, la casa "Péhosse" (el pie del foso) y el pantano que existían todavía hace algunos años recuerda probablemente el puente levadizo que se encontraba ahí, mientras que al otro extremo la casa "Pourtaou" parece indicar el pórtico que guardaba la entrada en la cima de la cuesta. Durante la ocupación inglesa unas cuarenta bastidas se construyeron en las Landas, con el acuerdo del Rey de Inglaterra, por ejemplo Pimbo, Cazères, Geaune, Grenade y Bonnegarde. Podemos pensar que es en esta época, y con el acuerdo del Rey de Inglaterra, cuando se construyeron el castillo y el burgo de Horsarrieu.

## Camino de Santiago
El burgo, etapa en la Via Lemovicensis del Camino de Santiago, contaba en el origen con una une commandería (convento que incluía un hospital para los peregrinos y los pobres) también un hospital. Era un albergue de los peregrinos a Santiago. Al borde del "Chemin de l'Espitaou", a la entrada de lo que fueron en otros tiempos la comandería y el hospital, se encontraba el famoso Calvario Monolítico de Horsarrieu. Esta enigmática cruz de ochenta y cinco centímetros de algo con la figura de un Cristo primitivo es considerada como el calvario más antiguo de las Landas. Fue desplazado unos veinte metros hacia Horsarrieu con ocasión de la reconcentración parcelaria de 1973.

## Administración
Lista de Alcaldes
(marzo de 2001-) Bernard Labat 

## Demografía
| 424 | 447 | 478 | 567 | 634 | 636 |
| Para los censos de 1962 a 1999 la población legal corresponde a la población sin duplicidades (Fuente: INSEE [Consultar]) |     |     |     |     |     |

## Lugares de interés y monumentos
- Iglesia de estilo gótico flamígero (siglos XV-XVIe siècle), declarada Monumento Histórico: pórtico; crucifixión de comienzos del siglo XIX.
- Calvario arcaico monolito (el más antiguo de las Landas): Cristo primitivo.

- El castillo feudal se encontraba en otro tiempo en la plaza que precede al pabellón de deportes. La casa de Lannemas llamada a veces también Casa Dulau fue construida hacia 1850 a partir de los materiales procedentes de este castillo que había quedado reducido a ruinas. En una sala de esta casa se había reconstruido la chimenea monumental de la sala de guardias del castillo. La familia Vernay, cuyo nombre llevan el parque situado tras el pabellón de deportes y la plaza del Ayuntamiento, compró esta propiedad en 1900. La señora Vernay era la prima hermana de la célebre actriz Sarah Bernhardt, que vino a Horsarrieu en 1917 con ocasión de las exequias de un primo cuyo nombre aparece en el monumento a los muertos de Horsarrieu. La chimenea, demasiado grande para la sala que ocupaba, fue demolida y vendida. La casa fue adquirida por el municipio en 1942 y hoy es la Alcaldía actual.

## Personalidades vinculadas a la comuna
- Frédéric Fauthoux, jugador y capitán del Élan Béarnais Pau-Orthez.